# Luiza Fullana
Luiza Fullana (nacida el 9 de abril de 2001) es una tenista profesional brasileña . Fullana comenzó a jugar al tenis a los 12 años y tuvo éxito en los torneos juveniles. 
Nacida en Brasilia, es considerada una promesa en la comunidad tenística nacional de Brasil. 

## Carrera
Durante su tiempo en la universidad, fue nombrada para el Primer Equipo de la Conferencia tanto en individuales como en dobles. En 2023, Fullana terminó su última temporada universitaria con 14 victorias y 5 derrotas en individuales y fue finalista a la Jugadora del Año de Big South. 

### Torneos juveniles
En 2017, Luiza Fullana se consolidó en el circuito juvenil brasileño, especialmente en el Campeonato Junior de Porto Alegre, un importante torneo nacional en la categoría Sub-16. Fullana fue uno de los jugadores brasileños que tuvo éxito en la competición. 

### Torneos profesionales
2023
En 2023, Luiza Fullana mostró una mejora en su carrera con una participación en el torneo ITF W15 en Jackson, EE. UU., donde avanzó a los octavos de final antes de perder.  En el Engie Open, un torneo ITF W80 en Brasilia, fue una de las cuatro brasileñas que alcanzaron los octavos de final. 
2024: Primer y segundo título individual profesional, primera convocatoria a la selección brasileña para la Copa Billie Jean King
En 2024, Luiza Fullana alcanzó hitos importantes en su carrera. Ganó su primer título profesional en el torneo ITF de São Paulo . En la final, Fullana ganaba por 6-0 y 2-2 a la italiana Giorgia Pedone, máxima cabeza de serie y 264.ª del mundo, cuando su rival se retiró por una lesión en el muslo derecho.  Su participación en São Paulo incluyó una victoria sobre Aurora Zantedeschi de Italia en las semifinales, donde Fullana salvó nueve puntos de partido. 
La semana siguiente, Fullana compitió en los torneos ITF W35 en Piracicaba y Leme. En Leme, alcanzó los cuartos de final tras derrotar a la italiana Sofia Rocchetti y a la argentina Julieta Estable . En semifinales, Fullana se enfrentó nuevamente a Giorgia Pedone y perdió en sets seguidos. 
Fullana alcanzó los octavos de final en el torneo W50 en Montemor-o-Novo, Portugal, y avanzó a los cuartos de final en Túnez después de un partido que duró más de tres horas. 
Llegó a la final de dobles en un evento ITF en Grecia en 2024. 
En 2024, Fullana recibió su primera convocatoria a la selección brasileña para la Copa Billie Jean King (BJK Cup), pero no tuvo la oportunidad de jugar.  
En 2024, Fullana aseguró un lugar en las semifinales de un torneo en Ribeirão Preto.  Fullana luchó durante un partido de tres horas para llegar a la final  y ganó el título, asegurando así su segundo título individual de su carrera. 
En su primera aparición en el torneo WTA 125 de Florianópolis, la tenista Fullana del MundoTenis Open 2024 obtuvo una wildcard, pero perdió en la primera ronda. . .    También participó en el cuadro de dobles, jugando junto a Ana Candiotto y perdió en primera ronda.
En el circuito de dobles, Fullana se asoció con Julia Konishi y el dúo llegó a la final de un evento W15 en Mogi das cruzes .  
A finales de año, Fullana se había consolidado como una de las mejores promesas de Brasil.  

## Vida personal
Además de su carrera tenística, Fullana es una activa defensora de proyectos sociales destinados a incluir a los jóvenes en el deporte en Brasil. 

## Títulos y logros
- 3 veces campeón de la Conferencia Big South con la Universidad Charleston Southern
- Finalista al premio al Jugador del Año de Big South (2023)[16]

### Finales de la ITF
- Individuales: 2 (2–0)

## títulos profesionales

### ITF (Individuales)
| Nro. | Fecha | Torneo         | Categoría | Superficie | Adversario     | Resultado        |
| ---- | ----- | -------------- | --------- | ---------- | -------------- | ---------------- |
| 1.   |       | São Paulo      | ITF W35   | Arcilla    | Giorgia Pedone | 6/0 2/2 Jubilado |
| 2.   |       | Ribeirao Preto | ITF W15   | Arcilla    | Kaylah McPhee  | 6/4 7/5          |